# 呂大器 (明朝)
呂大器（1586年—1649年），字儼若，號先自、又号東川，遂寧縣北壩人。晚明重臣。

## 生平
呂大器生於萬曆十四年（1586年），崇禎元年（1628年）成進士，為官清廉，嫉惡如仇。崇禎十年（1637年），告假居家，張獻忠分兵襲攻遂寧，大器協助縣令任賓臣抵抗之，并鼓勵民勇學習弓弩火砲，被朝廷嘉獎而增秩一等。崇祯十一年，出任陜西關南道參議，明年轉任固原副使，期間響應時任陝西巡撫丁啓睿剿滅劇盜。
崇祯十四年（1641年）調湖廣驛傳道參政，不久又升任右佥都御史，巡抚甘肃。任內揭露总兵柴時華的不法行为，柴時華被去職，竟引烏斯藏蕃軍來犯。大器令王世宠征讨，柴時華战败，自焚而死，西陲略定。崇祯帝聽聞呂大器迅速平定亂事後大起，提拔了呂大器擔任兵部左侍郎。崇祯十五年，轉任保定總督。
崇禎十七年（1644年）李自成攻陷北京，呂大器奔南京，与钱谦益等主张拥立潞王朱常淓未果，累官至南京兵部右侍郎，因為彈劾馬士英而罷官，清顺治二年（南明弘光元年）（1645年），明隆武帝召大器为兵部尚书兼东阁大学士。汀州失守，大器奔广东。後與广西巡抚瞿式耜等拥立永明王（桂王）朱由榔，即位於广东肇庆，尽督西南诸军。顺治五年（南明永曆二年）（1648年），以大学士督师征讨朱容藩，行至思南（今贵州省）得疾，于都匀病逝。諡文肅，呂潛是其長子。著有《東川文集》、《撫甘督楚疏稿》。《明史》卷二七九有傳。

## 延伸阅读
[在维基数据编辑]
 《明史卷二百七十九》，出自《明史》